# Mareuil-la-Motte
Mareuil-la-Motte – miejscowość i gmina we Francji, w regionie Hauts-de-France, w departamencie Oise.
Według danych na rok 1990 gminę zamieszkiwało 489 osób, a gęstość zaludnienia wynosiła 53 osoby/km² (wśród 2293 gmin Pikardii Mareuil-la-Motte plasuje się na 543. miejscu pod względem liczby ludności, natomiast pod względem powierzchni na miejscu 513.).